# Josef Ganda
Josef Ganda (hebräisch ג'וזף גנדה; * 10. März 1997 in Tel Aviv) ist ein israelisch-kongolesischer Fußballspieler.

## Karriere

### Verein
Ganda begann seine Karriere bei Maccabi Netanja. Sein Debüt für die Profis von Netanja in der Ligat ha’Al gab er im Mai 2015, als er am siebten Spieltag der Abstiegsrunde 2014/15 gegen Hapoel Haifa in der 90. Minute für Larry Kayode eingewechselt wurde. Dies blieb sein einziger Profieinsatz für den Verein. Zur Saison 2016/17 wechselte er zu Hapoel Ironi Kirjat Schmona, für das er zu drei Einsätzen in der höchsten Spielklasse kam.
Im Februar 2017 wechselte Ganda zum Ligakonkurrenten Hapoel Tel Aviv. Im April 2017 erzielte er bei einem 2:0-Sieg gegen Hapoel Kfar Saba sein erstes Tor in der höchsten israelischen Spielklasse. In der Saison 2016/17 kam er zu acht Einsätzen für Tel Aviv in der Ligat ha’Al, aus der er am Saisonende mit dem Verein abstieg. In der Saison 2017/18 absolvierte er elf Spiele in der Liga Leumit, in denen er vier Tore erzielte. Zu Saisonende stieg er mit Hapoel Tel Aviv direkt wieder in die erste Liga auf. Nach dem Wiederaufstieg absolvierte er in der Saison 2018/19 23 Spiele in der ersten Liga und erzielte drei Tore.
Im August 2019 wechselte er nach Deutschland zum FC Augsburg, bei dem er einen Dreijahresvertrag erhielt. In Augsburg sollte er allerdings zunächst für die Reserve in der Regionalliga zum Einsatz kommen. Bis zum Saisonabbruch nach dem 23. Spieltag kam Ganda zu zwölf Regionalligaeinsätzen, in denen er drei Tore erzielte.
Zur Saison 2020/21 wechselte er zum österreichischen Bundesligisten FC Admira Wacker Mödling, bei dem er einen bis Juni 2023 laufenden Vertrag erhielt. In zwei Spielzeiten kam der Israeli zu 32 Einsätzen in der Bundesliga, in denen er zwei Tore erzielte. Am Ende der Saison 2021/22 stieg er jedoch mit der Admira aus der höchsten Spielklasse ab. Daraufhin wechselte Ganda zurück nach Deutschland, wo er sich dem Zweitligisten SV Sandhausen anschloss. Hier absolvierte er insgesamt 10 Zweitligapartien und verließ den Klub nach einem Jahr wieder.
Im Herbst 2023 wechselte er zurück nach Israel und spielte bis zum Saisonende für MS Aschdod sowie den FC Bnei Sachnin insgesamt 15 Mal in der Ligat ha’Al. Am 13. September 2024 schloss sich der Mittelfeldakteur nach kurzer Vereinslosigkeit dem Regionalligisten 1. FC Phönix Lübeck an.

### Nationalmannschaft
Am 3. & 5. August 2015 absolvierte Ganda zwei Testspiele (4:0, 3:3) für die israelische U-19-Nationalmanschaft gegen Armenien. In beiden Partien kam er jeweils über 45 Minuten zum Einsatz.